# قشلاق ایمان‌قویی محمدجلیلی
قشلاق ایمان‌قویی سفلی روستایی است که در استان اردبیل، شهرستان پارس‌آباد، بخش اصلاندوز، دهستان قشلاق غربی قرار دارد.

## جمعیت
بر اساس سرشماری سال ۱۳۸۵ جمعیت این روستا ۳۰۲ نفر با ۴۶ خانوار بوده‌است.